# Techo de cristal
En los estudios de género, se denomina techo de cristal a la limitación velada del ascenso laboral de las personas dentro de las organizaciones. El término fue inventado por Marilyn Loden en 1978. Se trata de un techo que limita sus carreras profesionales, difícil de traspasar y que les impide seguir avanzando. Es invisible porque no existen leyes o dispositivos sociales establecidos y oficiales que impongan una limitación explícita en la carrera laboral a las mujeres. El techo de cristal es una discriminación de tipo vertical (frente a la desigual distribución de las mujeres en los sectores que es de tipo horizontal), existiendo herramientas para detectar ambas con el Índice del Techo de Cristal y el Índice de Disimilitud, entre otros.

## Historia
La expresión «techo de cristal» («glass ceiling», el original en inglés) se atribuye a Marilyn Loden en 1978 durante un discurso.

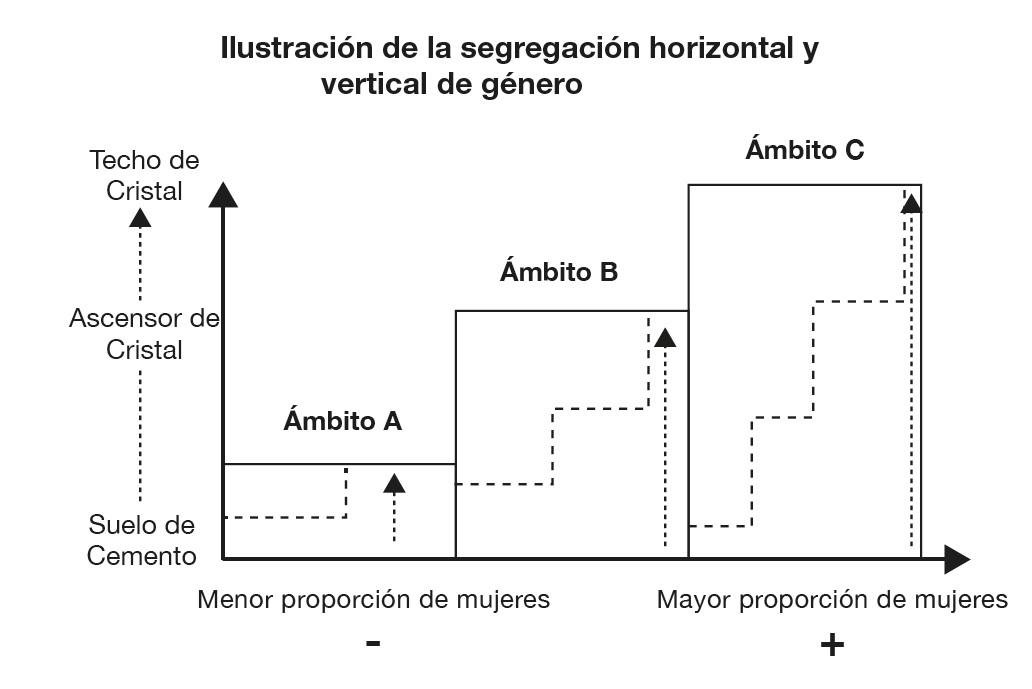
Visualización de la segregación vertical (techo de cristal) y horizontal (campos de estudio/sectores) de la mujer. [https://www.researchgate.net/publication/320712411_Segregacion_horizontal_y_vertical_de_genero_en_el_profesorado_-_Horizontal_and_Vertical_Segregation_of_Gender_in_the_Teaching_Profession Fuente: Fleta-Asín & Pan (2017).

A partir de entonces, varios estudiosos de la sociología han descrito este concepto, en referencia al trabajo femenino; dado que las mujeres representan la mitad de la población mundial, pero ocupan un porcentaje desproporcionadamente bajo de los cargos directivos. Así lo afirman autores como Carr-Ruffino (1991), Lynn Martin (1991), Davidson y Cooper (1992), Morrison (1992), Holloway (2002) entre otros.
El techo de cristal está construido sobre la base de rasgos que son difíciles de detectar; por eso no se ve y se llama de cristal. Esta barrera invisible aparece cuando las mujeres se acercan a la parte superior de la jerarquía corporativa y se les bloquea la posibilidad de avanzar en su carrera profesional hacia cargos de nivel gerencial y ejecutivo.

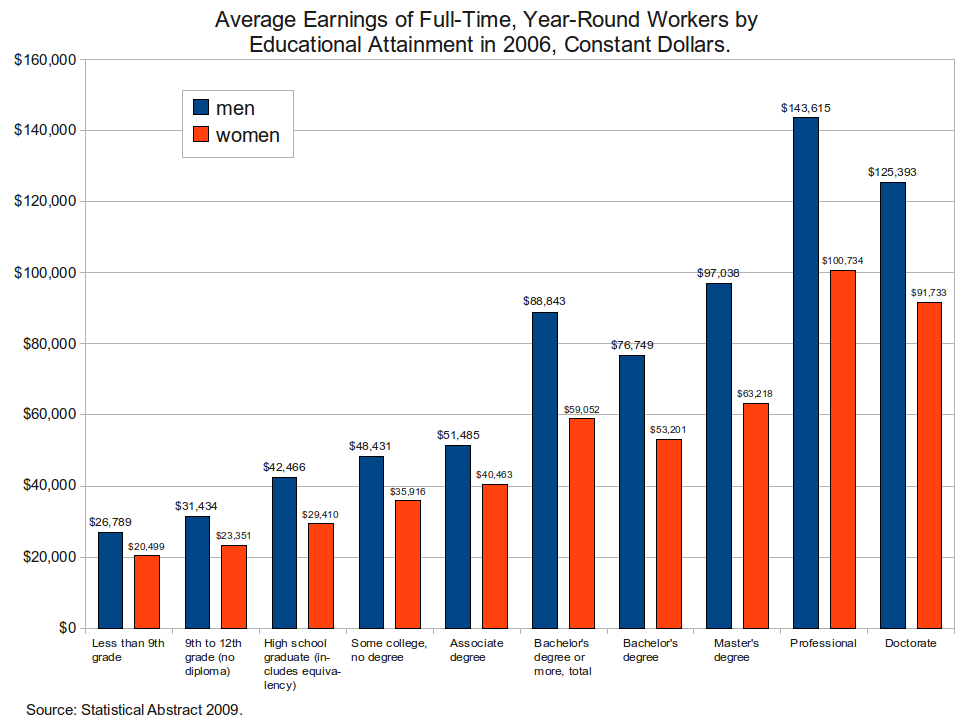
Promedio de las ganancias de varones y mujeres con el mismo nivel de educación

Las investigaciones realizadas por la «Federal Glass Ceiling Commission» del Departamento de Trabajo de los Estados Unidos indican que donde hay mujeres y minorías en las altas esferas, su compensación económica salarial siempre es menor.
Según el Instituto Alemán de Investigación Económica, en 2010, solo 2% de los miembros de consejos de dirección de todas las empresas alemanas eran mujeres.
Algunas investigadoras, como Holloway, sostienen que estas diferencias se deben tanto al sexismo como a antiguas tradiciones que vinculan las expectativas de los docentes según el género.
Diversas investigaciones desde entonces se han dedicado a averiguar por qué tan pocas mujeres llegan a los cargos gerenciales o de poder y por qué es tan escasa la cantidad de mujeres en el campo de las ciencias puras.
Algunos estudios realizados sugieren que a las mujeres no les gusta competir tanto como a los varones y quizás por eso tienen menos posibilidades de promoción. En ese sentido las políticas de discriminación positiva ayudarían a motivar a mujeres tan capaces y talentosas como sus pares masculinos a ascender sin tener que colocarse en una posición incómoda de competir, si bien esto es criticado ya que favorecería injustamente a las mujeres basándose en cuestiones que son ajenas a sus méritos y habilidades.
En muchas situaciones la sutil barrera que frena el acceso de las mujeres a altos puestos y a su promoción profesional, se explica por su doble papel de mujeres y madres, lo que genera las escaleras rotas. Un estudio comparativo realizado entre profesionales con la misma trayectoria y distinto género muestra cómo la maternidad —sin estar prohibida o desaconsejada por ningún organismo o empresa "oficialmente"— termina siendo una barrera. Al ser las madres las principales responsables de la crianza y las mujeres las encargadas de las tareas domésticas -en España el 70% de las labores domésticas son realizadas por mujeres- esto es un freno natural a su promoción; y varones con igual recorrido (formación universitaria, postgrados, desarrollo profesional) al no dedicar el mismo tiempo, dedicación y responsabilidad a la tarea de la crianza, terminan ascendiendo con más facilidad. Así, entre muchas mujeres la decisión entre promoción y/o maternidad termina por ser un dramático dilema.
Aunque el concepto fue originariamente utilizado para analizar la carrera laboral de las mujeres que habían tenido altas calificaciones en sus trabajos gracias a su formación educativa superior y no podían ascender porque se topaban con esa superficie superior invisible o techo de cristal, la metáfora rápidamente se extendió para referirse a los obstáculos que impiden el avance de las minorías en general: sean minorías raciales, religiosas, por orientación sexual, por nacionalidad, etc.[cita requerida]